# Siguinoguin
Siguinoguin är en ort i Burkina Faso.   Den ligger i provinsen Province du Yatenga och regionen Nord, i den centrala delen av landet, 190 km nordväst om huvudstaden Ouagadougou. Siguinoguin ligger 298 meter över havet och antalet invånare är 1 407.
Terrängen runt Siguinoguin är platt. Runt Siguinoguin är det ganska tätbefolkat, med 78 invånare per kvadratkilometer.. Siguinoguin är det största samhället i trakten.
Trakten runt Siguinoguin består i huvudsak av gräsmarker.